# Stazione di Shioya (Hyōgo)
La stazione di Shioya (塩屋駅?, Shioya-eki) è una stazione ferroviaria situata nel quartiere di Tarumi-ku di Kōbe, nella prefettura di Hyōgo. Si trova sulla linea JR Kōbe, sezione della linea principale Sanyō, ed è servita dai treni locali.

## Linee

### Treni
- JR West
  - ■ Linea JR Kōbe (Linea principale Sanyō)

## Caratteristiche
La stazione ha una banchina a isola centrale servente due binari. A fianco dei binari per i treni locali passano quelli per i treni espressi che qui non fermano.
| 1 | ■ Linea JR Kōbe |  | per Nishi-Akashi e Himeji               |
| 2 | ■ Linea JR Kōbe |  | per Sannomiya, Amagasaki, Ōsaka e Kyoto |

## Stazioni adiacenti
| «                                        | Servizio      | »             |
| Linea JR Kōbe                            | Linea JR Kōbe | Linea JR Kōbe |
| ---------------------------------------- | ------------- | ------------- |
| Suma                                     | Locale        | Tarumi        |
| I treni Rapidi e R. speciali non fermano |               |               |